# Tratado de Segurança entre Estados Unidos e Japão
O Tratado de Segurança entre Estados Unidos e Japão (日本国とアメリカ合衆国との間の安全保障条約, Nipponkoku to Amerikagasshūkoku to no aida no anzen hoshōjōyaku) de foi assinado em 8 de setembro de 1951 em São Francisco, Califórnia, firmada por representantes dos Estados Unidos e Japão. 
O acordo continha cinco artigos ditando que o Japão garantiam aos Estados Unidos os meios territoriais para o estabelecimento de uma presença militar no oriente. Além disso, o acordo proibia o Japão de providenciar às forças estrangeiras quaisquer bases ou direitos militares sem o consentimento dos Estados Unidos. O acordo foi ratificado pelos Senado dos Estados Unidos em 20 de março de 1952 e em seguida foi assinado pelo Presidente dos Estados Unidos em 15 de abril de 1952. Finalmente, o tratado entrou em vigor em 28 de abril de 1952.

## Introdução
Em 8 de agosto de 1951 (Showa 26), o Japão assinou um tratado de paz com os Estados Unidos e com os 49 países pertencentes aos Aliados. Nesta época, de acordo comum anexo do sexto artigo desse tratado, as forças armadas dos Estados Unidos passam a ter permissão de permanecer em terras japonesas enquanto que forças armadas de outros países dos Aliados, em especial a Inglaterra, retiraram suas tropas. Com esse tratado, o antigo Tratado de Segurança entre Estados Unidos e Japão é alterado.
De acordo com o antigo tratado, durante o período de ocupação pelos Estados Unidos, as forças militares japonesas foram extintas, e por esse motivo foi permitida a permanência das forças militares americanas no território japonês. 

## Texto do Tratado
O Japão firmou neste dia um Tratado de Paz com as Forças Aliadas. Com a sua efetivação, o Japão não terá os meios efetivos para exercer seus direitos inerentes de autodefesa pois foi desarmado.
O Japão fica em situação de risco pois o militarismo irresponsável ainda não foi expulso do mundo. Portanto, o Japão deseja um Tratado de Segurança com os Estados Unidos da América que entre em vigor simultaneamente com o Tratado de Paz entre os Estados Unidos da América e o Japão.
O Tratado de Paz reconhece que o Japão como uma nação soberana possui o direito de firmar mecanismos de segurança coletiva, e ademais, a Carta das Nações Unidas reconhece que todas as nações possuem um direito inerente de autodefesa individual e coletiva.
No exercício desses direitos, o Japão deseja, como mecanismo provisório para sua defesa, que os Estados Unidos da América devem manter suas próprias forças armadas no e próximo ao Japão a fim de deter ataques armados contra o Japão.
Os Estados Unidos da América, no interesse da paz e segurança, no momento deseja manter determinada quantidade de suas forças armadas no Japão, na expectativa, contudo, de que o Japão gradualmente assumirá responsabilidade por sua própria defesa contra agressões diretas e indiretas, sempre evitando qualquer tipo de armamento que possa ser ameaça ofensiva ou que sirva para outro propósito que não promover a paz e segurança com as propostas e princípios da Carta das Nações Unidas.
Em conformidade, os dois países concordaram com o seguinte:
Artigo I
O Japão concede e os Estados Unidos da América recebe o direito mediante a entrada em vigor do Tratado de Paz e deste presente Tratado, de dispor às forças terrestres, aéreas e marinhas dos Estados Unidos no e em cercanias do Japão. Tais forças deverão ser utilizadas para contribuir pela manutenção da paz internacional e segurança no Extremo Oriente e à segurança do Japão contra ataques armados externos, incluso assistência fornecida a requisições expressas do Governo Japonês para apaziguar revoltas internas de grande escala e conturbações no Japão causadas através de instigação ou intervenção por força ou forças externas.
Artigo II
Durante o exercício do direito referido no Artigo I, o Japão não concederá, sem o consenso prévio dos Estados Unidos da América, quaisquer bases ou direitos, poderes ou autoridade em ou relativas às bases ou aos direitos de guarnição ou de manobra, ou trânsito de forças terrestres, aéreas ou navais a terceiros.
Artigo III
As condições pelas quais deverão governar a disposição das forças armadas dos Estados Unidos da América no Japão deverão ser determinadas pelos acordos administrativos entre os dois governos.
Artigo IV
Este Tratado deverá expirar quando a opinião dos Governos dos Estados Unidos da América e Japão terem concordado com outro acordo provido pelas Nações Unidas ou disposições de segurança individuais ou coletivas que provenham satisfatoriamente sua manutenção pelas Nações Unidas ou caso contrário pela paz internacional e segurança na área do Japão. 
Artigo V
Este Tratado deverá ser ratificado pelos Estados Unidos da América e Japão e entrará em vigor quando os instrumentos de ratificação deste terem sido permutados entre eles em Washington.

### Signatários
EM FÉ DO QUE os plenipotenciários apuseram suas assinaturas neste tratado.
FEITO em duplicada na cidade de São Francisco, nas línguas inglesas e japonesas, aos oito dias de setembro de 1951.